# Donald Tresidder

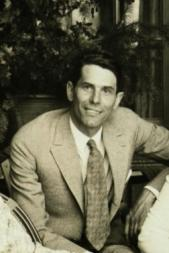
Donald Tresidder

Donald Bertrand Tresidder (* 7. April 1894 in Tipton, Indiana; † 28. Januar 1948 in New York City) war ein US-amerikanischer Arzt und Wirtschaftsmanager, der von 1943 bis 1948 Präsident der Stanford University war.

## Leben
Nach dem Schulbesuch studierte Tresidder an der Stanford University und erwarb dort 1919 zunächst einen Bachelor of Arts (A.B.). Ein anschließendes postgraduales Studium der Medizin an der Stanford University beendete er 1927 mit einem Medical Doctor (M.D.).
Danach war er zwischen 1929 und 1943 Präsident der Yosemite Park & Curry Co., blieb aber der Stanford University auch weiterhin verbunden und war Präsident des Treuhänderrates (Board of Trustees) der Universität. Zuletzt war er von 1943 bis zu seinem Tod Präsident der Stanford University.

## Hintergrundliteratur
- Donald Tresidder: Stanford’s Overlooked Treasure, Stanford Historical Society, 1992[1]